# Vårdö, Sjundeå
För andra betydelser, se Vårdö (olika betydelser).
Vårdö är en ö i Sjundeå i det finländska landskapet Nyland. Ön ligger i Finska viken omkring 38 kilometer från Helsingfors. Öns area är 18,1 hektar och dess största längd är 0,6 kilometer i sydväst-nordöstlig riktning. Vårdö höjer sig omkring 25 meter över havsytan.

## Forngravar
På den södra delen av ön Vårdö reser sig en bergsrygg, på vars högsta punkt det finns två gravrösen från bronsåldern. Det sydligare, röse A, har en diameter på 12,5 meter och är över 1 meter högt. Det är uppfört av ganska stora rundade stenar, sannolikt med utnyttjande av en bergshöjd. I rösets kant syns på några ställen rektangulära stenar, vars välvda sida är noggrant placerad utåt.
Ungefär 37 meter västnordväst om detta ligger röse B, som är byggt av stora stenar och har liknande välvda kantstenar som röse A. Det har en diameter på cirka 8 meter och en höjd på ungefär 1 meter. I mitten av båda rösena har det byggts en krater.